# Valore di stima immobiliare
Il valore di stima immobiliare  è il valore economico, di mercato, di un bene immobile: casa, terreno produttivo, industria.
Il calcolo del valore - anche attraverso una perizia di stima - è necessario ed opportuno per vendere o comprare un immobile nonché per accertarsi che il prezzo individuato sia congruo rispetto al valore di mercato ed al tasso d'investimento nel settore (casa terreno industria). La materia che si occupa della questione è l'estimo.

## Modalità di valutazione
Il valore immobiliare viene stimato principalmente in due modi: a corpo e a misura. Quando un immobile viene valutato a corpo il suo valore è unitario ed è solitamente relazionato ad altri immobili simili che fanno da termine di paragone, mentre quando il valore immobiliare è valutato a misura (solitamente al m²) bisogna moltiplicare il valore di mercato rilevato per la superficie commerciabile totale, ad esempio "3000 euro al m²"(valore ipotetico di mercato) x 50 m2 (eventuale superficie commerciabile) = 150.000 euro (ipotetico valore finale).

## In altri paesi

### Regno Unito
Nel Regno Unito, la valutazione degli immobili è nota come property valuation, e un property valuer è un valutatore di terreni o di immobili (di solito un chartered surveyor qualificato e specializzato nella valutazione di immobili). La valutazione degli immobili nel Regno Unito è regolamentata dalla Royal Institution of Chartered Surveyors (RICS), l'organismo professionale che copre tutte le professioni legate all'edilizia e agli immobili. La guida professionale RICS per i valutatori è pubblicata nel cosiddetto Red Book. Nel 2017 è stato pubblicato il RICS Valuation - Global Standards (1 luglio 2017), che sostituisce l'edizione pubblicata nel 2011.

### Stati Uniti d'America
La pratica della valutazione negli Stati Uniti è regolamentata dal governo. La Appraisal Foundation (TAF) è il principale organismo di standardizzazione; il suo Appraisal Standards Board (ASB) promuove e aggiorna le migliori pratiche codificate negli Uniform Standards of Professional Appraisal Practice (USPAP), mentre l'Appraisal Qualifications Board (AQB) promulga gli standard minimi per la certificazione e l'abilitazione dei periti.

### Russia
Le attività dei periti sono regolate dalla Legge federale "Sulle attività di valutazione nella Federazione Russa".
A partire dalla metà del 2016, i periti in Russia, compresi i periti immobiliari, sono considerati persone appositamente formate che mantengono l'affiliazione a un OAD per le valutazioni e che hanno una responsabilità patrimoniale illimitata per i risultati dei loro servizi, vale a dire che il loro status professionale corrisponde all'organizzazione dei notai pubblici.